# 게바라주의
게바라주의(스페인어: Guevarismo)는 쿠바의 마르크스-레닌주의 혁명가 에르네스토 체 게바라가 고안한 마르크스-레닌주의 사상이자 유격전 전술이다.

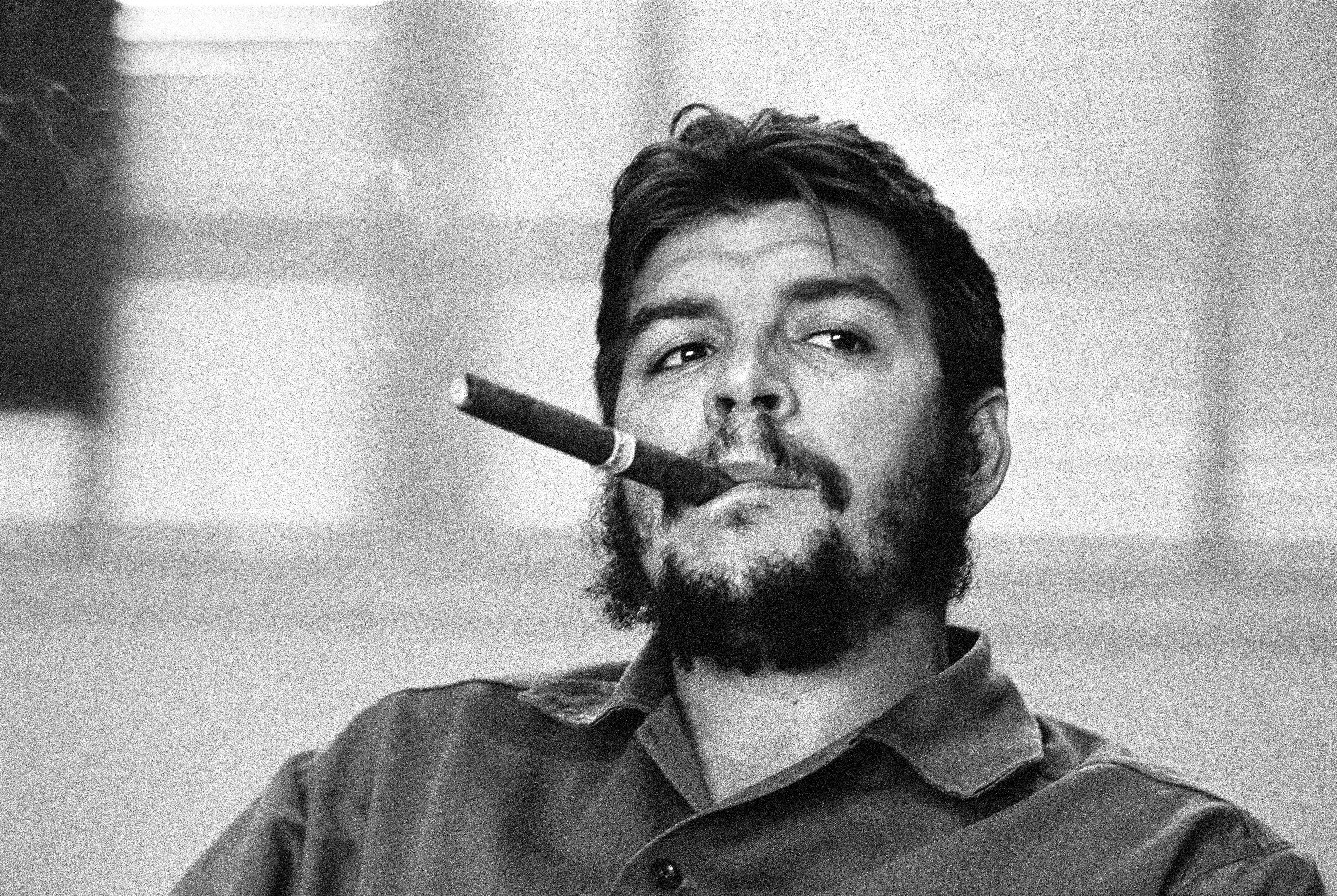
1963년 쿠바 아바나에서 시가를 피우는 체 게바라

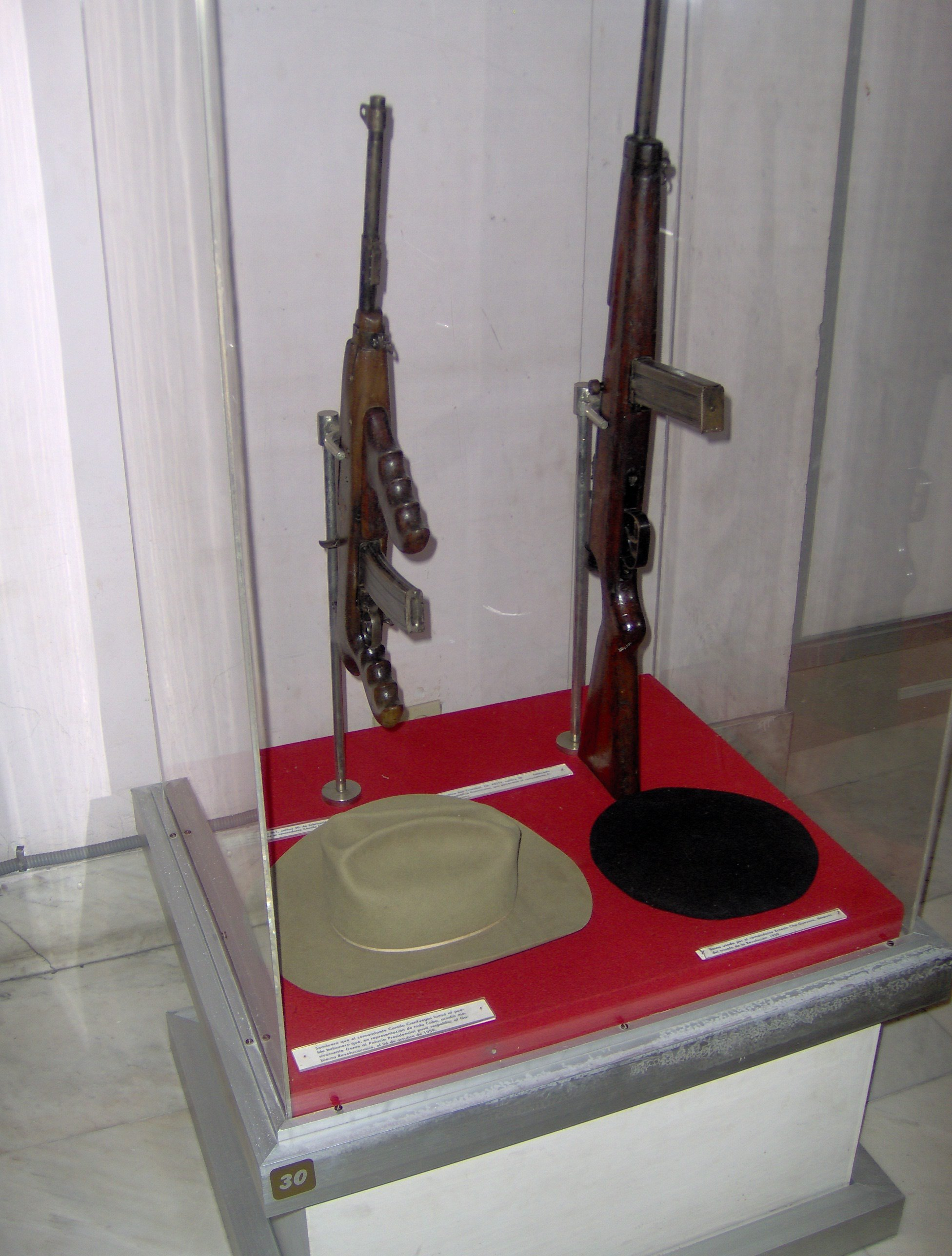
혁명박물관에 전시된 체 게바라와 카밀로 시엔푸에고스의 소총

## 이론

### 반수정주의
체 게바라는 소련의 니키타 흐루쇼프 정권의 수정주의와 시장사회주의를 맹렬히 비판하고 반대했으며, 이오시프 스탈린의 스탈린주의와 반수정주의를 강력히, 확고히 지지하였다. 체 게바라는 알바니아 인민공화국의 스탈린주의 지도자 엔베르 호자와 매우 친밀하게 교류하였고, 중화인민공화국의 지도자 마오쩌둥과도 친하게 지냈다. 체 게바라는 흐루쇼프 퇴각 이후에 수립된 레오니트 브레즈네프 정권에도 강력히 반대하였다.

### 포코 이론
체 게바라는 이오시프 스탈린의 마르크스-레닌주의와 스탈린주의를 핵심 요소로 사회주의 혁명을 실천하고 마르크스-레닌주의 국가를 수립하는 유격전 전술인 포코 이론을 개발했다. 체 게바라가 고안한 포코 이론은 콜롬비아, 칠레, 베네수엘라, 멕시코, 우루과이, 페루, 니카라과 등 라틴아메리카 국가의 마르크스-레닌주의 유격대의 사상이 되었다.

## 같이 보기
- 체 게바라
- 알베르트 바요
- 카밀로 시엔푸에고스
- 피델 카스트로
- 7월 26일 운동
- 국민해방군
- 콜롬비아 무장혁명군
- 포코 이론
- 쿠바 혁명